# Primera División Femenina de baloncesto 1985-86
La temporada 1985-86 de la Liga Femenina fue la 23ª temporada de la liga femenina de baloncesto. Se disputó entre 1985 y 1986, culminando con la victoria de Canoe N. C..

## Sistema de competición
Primera fase
- Dos grupos de 6 equipos donde juegan todos contra todos los de su grupo a dos vueltas.
- Los tres primeros de cada grupo se clasifican para el Grupo A-1.
- Los tres últimos de cada grupo se clasifican para el Grupo A-2.

Segunda fase
- Dos grupos de 6 equipos cada uno, donde juegan todos contra todos los de su grupo a dos vueltas.
- Todos los equipos del Grupo A-1 más los dos primeros del Grupo A-2 se clasifican para las eliminatorias por el título.
- Los cuatro últimos del Grupo A-2 juegan las eliminatorias por la permanencia.

Eliminatorias
- Las eliminatorias por el título se juegan al mejor de 3 partidos jugando los 2º y 3º encuentros en la cancha del mejor clasificado en la fase anterior.
- Las eliminatorias por la permanencia se juegan al mejor de 3 partidos jugando los 2º y 3º encuentros en la cancha del mejor clasificado en la fase anterior. Después de la primera eliminatoria los ganadores juegan una segunda donde el ganador permanece en la categoría, los perdedores juegan otra donde el perdedor desciende. El perdedor de la primera y el ganador de la segunda juegan una tercera donde el ganador permanece y el perdedor desciende.

## Primera fase

### Grupo A
| Pos. | Equipo           | PJ | G | P | PF  | PC  | DP   | Pts | Clasificación o descenso |
| ---- | ---------------- | -- | - | - | --- | --- | ---- | --- | ------------------------ |
| 1    | Sabor d'Abans    | 10 | 9 | 1 | 887 | 644 | +243 | 19  | Clasifican al Grupo A-1  |
| 2    | Canoe N. C.      | 10 | 7 | 3 | 680 | 648 | +32  | 17  | Clasifican al Grupo A-1  |
| 3    | Coronas Tenerife | 10 | 6 | 4 | 711 | 741 | −30  | 16  | Clasifican al Grupo A-1  |
| 4    | Caixa Girona     | 10 | 4 | 6 | 626 | 636 | −10  | 14  | Clasifican al Grupo A-2  |
| 5    | CB Las Banderas  | 10 | 2 | 8 | 830 | 808 | +22  | 12  | Clasifican al Grupo A-2  |
| 6    | GE Iberia        | 10 | 2 | 8 | 679 | 673 | +6   | 12  | Clasifican al Grupo A-2  |

 Fuente: BRD

### Grupo B
| Pos. | Equipo                 | PJ | G | P | PF  | PC  | DP   | Pts | Clasificación o descenso |
| ---- | ---------------------- | -- | - | - | --- | --- | ---- | --- | ------------------------ |
| 1    | Natural Cusí           | 10 | 8 | 2 | 770 | 716 | +54  | 18  | Clasifican al Grupo A-1  |
| 2    | Celta Citroën          | 10 | 7 | 3 | 691 | 573 | +118 | 17  | Clasifican al Grupo A-1  |
| 3    | Kerrygold Gran Canaria | 10 | 6 | 4 | 726 | 678 | +48  | 16  | Clasifican al Grupo A-1  |
| 4    | Mecalux Hospitalet     | 10 | 6 | 4 | 688 | 702 | −14  | 16  | Clasifican al Grupo A-2  |
| 5    | Avon Alcalá            | 10 | 2 | 8 | 646 | 748 | −102 | 12  | Clasifican al Grupo A-2  |
| 6    | BP Villalba            | 10 | 1 | 9 | 649 | 753 | −104 | 11  | Clasifican al Grupo A-2  |

 Fuente: BRD

## Segunda fase

### Grupo A-1
| Pos. | Equipo                 | PJ | G  | P  | PF  | PC  | DP   | Pts | Clasificación o descenso  |
| ---- | ---------------------- | -- | -- | -- | --- | --- | ---- | --- | ------------------------- |
| 1    | Canoe N. C.            | 10 | 10 | 0  | 715 | 580 | +135 | 20  | Clasifican a los Playoffs |
| 2    | Sabor d'Abans          | 10 | 7  | 3  | 776 | 642 | +134 | 17  | Clasifican a los Playoffs |
| 3    | Celta Citroën          | 10 | 7  | 3  | 673 | 606 | +67  | 17  | Clasifican a los Playoffs |
| 4    | Kerrygold Gran Canaria | 10 | 3  | 7  | 686 | 735 | −49  | 13  | Clasifican a los Playoffs |
| 5    | Coronas Tenerife       | 10 | 3  | 7  | 640 | 758 | −118 | 13  | Clasifican a los Playoffs |
| 6    | Natural Cusí           | 10 | 0  | 10 | 606 | 775 | −169 | 10  | Clasifican a los Playoffs |

 Fuente: BRD

### Grupo A-2
| Pos. | Equipo             | PJ | G | P | PF  | PC  | DP  | Pts | Clasificación o descenso          |
| ---- | ------------------ | -- | - | - | --- | --- | --- | --- | --------------------------------- |
| 1    | Avon Alcalá        | 10 | 7 | 3 | 765 | 741 | +24 | 17  | Clasifican a los Playoffs         |
| 2    | Caixa Girona       | 10 | 7 | 3 | 710 | 669 | +41 | 17  | Clasifican a los Playoffs         |
| 3    | GE Iberia          | 10 | 6 | 4 | 679 | 673 | +6  | 16  | Acceso a la Promoción de descenso |
| 4    | CB Las Banderas    | 10 | 5 | 5 | 830 | 808 | +22 | 15  | Acceso a la Promoción de descenso |
| 5    | Mecalux Hospitalet | 10 | 3 | 7 | 723 | 739 | −16 | 13  | Acceso a la Promoción de descenso |
| 6    | BP Villalba        | 10 | 2 | 8 | 696 | 791 | −95 | 12  | Acceso a la Promoción de descenso |

 Fuente: BRD

### Playoffs
|  | Cuartos de final            | Cuartos de final            | Cuartos de final            | Cuartos de final            | Cuartos de final            | Cuartos de final |                    |                    | Semifinales        | Semifinales        | Semifinales | Semifinales | Semifinales | Semifinales |  |  | Final | Final | Final | Final | Final | Final |
|  |                             |                             |                             |                             |                             |                  |                    |                    |                    |                    |             |             |             |             |  |  |       |       |       |       |       |       |
|  |                             |                             |                             |                             |                             |                  |                    |                    |                    |                    |             |             |             |             |  |  |       |       |       |       |       |       |
|  |                             |                             |                             |                             |                             |                  |                    |                    |                    |                    |             |             |             |             |  |  |       |       |       |       |       |       |
|  | A1–1 Canoe N. C.            | A1–1 Canoe N. C.            | A1–1 Canoe N. C.            | 53                          | 63                          | 65               |                    |                    |                    |                    |             |             |             |             |  |  |       |       |       |       |       |       |
|  | A1–1 Canoe N. C.            | A1–1 Canoe N. C.            | A1–1 Canoe N. C.            | 53                          | 63                          | 65               |                    |                    |                    |                    |             |             |             |             |  |  |       |       |       |       |       |       |
|  | A2–2 Caixa Girona           | A2–2 Caixa Girona           | A2–2 Caixa Girona           | 70                          | 51                          | 41               |                    |                    |                    |                    |             |             |             |             |  |  |       |       |       |       |       |       |
|  | A2–2 Caixa Girona           | A2–2 Caixa Girona           | A2–2 Caixa Girona           | 70                          | 51                          | 41               | A1–1 Canoe N. C.   | A1–1 Canoe N. C.   | A1–1 Canoe N. C.   | A1–1 Canoe N. C.   | 75          | 77          |             |             |  |  |       |       |       |       |       |       |
|  |                             |                             |                             |                             |                             |                  | A1–1 Canoe N. C.   | A1–1 Canoe N. C.   | A1–1 Canoe N. C.   | A1–1 Canoe N. C.   | 75          | 77          |             |             |  |  |       |       |       |       |       |       |
|  |                             | A1–4 Kerrygold Gran Canaria | A1–4 Kerrygold Gran Canaria | A1–4 Kerrygold Gran Canaria | A1–4 Kerrygold Gran Canaria | 52               | 47                 |                    |                    |                    |             |             |             |             |  |  |       |       |       |       |       |       |
|  | A1–4 Kerrygold Gran Canaria | A1–4 Kerrygold Gran Canaria | A1–4 Kerrygold Gran Canaria | A1–4 Kerrygold Gran Canaria | A1–4 Kerrygold Gran Canaria | 52               | 47                 | 72                 | 62                 |                    |             |             |             |             |  |  |       |       |       |       |       |       |
|  | A1–4 Kerrygold Gran Canaria | A1–4 Kerrygold Gran Canaria | A1–4 Kerrygold Gran Canaria | A1–4 Kerrygold Gran Canaria |                             |                  |                    |                    |                    |                    |             |             |             |             |  |  |       |       |       |       |       |       |
|  | A1–5 Coronas Tenerife       | A1–5 Coronas Tenerife       | A1–5 Coronas Tenerife       | A1–5 Coronas Tenerife       | 67                          | 55               |                    |                    |                    |                    |             |             |             |             |  |  |       |       |       |       |       |       |
|  | A1–5 Coronas Tenerife       | A1–5 Coronas Tenerife       | A1–5 Coronas Tenerife       | A1–5 Coronas Tenerife       | 67                          | 55               | A1–1 Canoe N. C.   | A1–1 Canoe N. C.   | A1–1 Canoe N. C.   | 56                 | 59          | 82          |             |             |  |  |       |       |       |       |       |       |
|  |                             |                             |                             |                             |                             |                  | A1–1 Canoe N. C.   | A1–1 Canoe N. C.   | A1–1 Canoe N. C.   | 56                 | 59          | 82          |             |             |  |  |       |       |       |       |       |       |
|  |                             | A1–2 Sabor d'Abans          | A1–2 Sabor d'Abans          | A1–2 Sabor d'Abans          | 75                          | 54               | 73                 |                    |                    |                    |             |             |             |             |  |  |       |       |       |       |       |       |
|  | A1–2 Sabor d'Abans          | A1–2 Sabor d'Abans          | A1–2 Sabor d'Abans          | A1–2 Sabor d'Abans          | 75                          | 54               | 73                 | 91                 | 87                 | 75                 |             |             |             |             |  |  |       |       |       |       |       |       |
|  | A1–2 Sabor d'Abans          | A1–2 Sabor d'Abans          | A1–2 Sabor d'Abans          |                             |                             |                  |                    |                    |                    | 75                 |             |             |             |             |  |  |       |       |       |       |       |       |
|  | A2–1 Avon Alcalá            | A2–1 Avon Alcalá            | A2–1 Avon Alcalá            | 93                          | 64                          | 62               |                    |                    |                    |                    |             |             |             |             |  |  |       |       |       |       |       |       |
|  | A2–1 Avon Alcalá            | A2–1 Avon Alcalá            | A2–1 Avon Alcalá            | 93                          | 64                          | 62               | A1–2 Sabor d'Abans | A1–2 Sabor d'Abans | A1–2 Sabor d'Abans | A1–2 Sabor d'Abans | 68          | 69          |             |             |  |  |       |       |       |       |       |       |
|  |                             |                             |                             |                             |                             |                  | A1–2 Sabor d'Abans | A1–2 Sabor d'Abans | A1–2 Sabor d'Abans | A1–2 Sabor d'Abans | 68          | 69          |             |             |  |  |       |       |       |       |       |       |
|  |                             | A1–3 Celta Citroën          | A1–3 Celta Citroën          | A1–3 Celta Citroën          | A1–3 Celta Citroën          | 61               | 65                 |                    |                    |                    |             |             |             |             |  |  |       |       |       |       |       |       |
|  | A1–3 Celta Citroën          | A1–3 Celta Citroën          | A1–3 Celta Citroën          | A1–3 Celta Citroën          | A1–3 Celta Citroën          | 61               | 65                 | 82                 | 78                 |                    |             |             |             |             |  |  |       |       |       |       |       |       |
|  | A1–3 Celta Citroën          | A1–3 Celta Citroën          | A1–3 Celta Citroën          | A1–3 Celta Citroën          |                             |                  |                    |                    |                    |                    |             |             |             |             |  |  |       |       |       |       |       |       |
|  | A1–6 Natural Cusí           | A1–6 Natural Cusí           | A1–6 Natural Cusí           | A1–6 Natural Cusí           | 68                          | 41               |                    |                    |                    |                    |             |             |             |             |  |  |       |       |       |       |       |       |
|  | A1–6 Natural Cusí           | A1–6 Natural Cusí           | A1–6 Natural Cusí           | A1–6 Natural Cusí           | 68                          | 41               |                    |                    |                    |                    |             |             |             |             |  |  |       |       |       |       |       |       |

### Promoción de descenso
Primera eliminatoria
| Local                | Agr. | Visitante               | Ida   | Vuelta | 3er partido |
| -------------------- | ---- | ----------------------- | ----- | ------ | ----------- |
| GE Iberia A2–3       | 2–1  | A2–6 BP Villalba        | 76–58 | 69–74  | 82–70       |
| CB Las Banderas A2–4 | 0–2  | A2–5 Mecalux Hospitalet | 71–77 | 94–101 | 0           |

Segunda eliminatoria
| Local                | Agr. | Visitante               | Ida   | Vuelta | 3er partido |
| -------------------- | ---- | ----------------------- | ----- | ------ | ----------- |
| GE Iberia A2–3       | 2–0  | A2–5 Mecalux Hospitalet | 61–51 | 83–73  | 0           |
| CB Las Banderas A2–4 | 2–0  | A2–6 BP Villalba        | 69–61 | 110–74 | 0           |

Tercera eliminatoria
| Local                | Agr. | Visitante               | Ida | Vuelta | 3er partido |
| -------------------- | ---- | ----------------------- | --- | ------ | ----------- |
| CB Las Banderas A2–4 | 1–2  | A2–5 Mecalux Hospitalet | ND  | 87–71  | 92–94       |

## Postemporada
- Campeonas de la Primera División Femenina 1985-86: Canoe N. C. (1er título).
- Campeonas de la Copa de la Reina 1985-86: Sabor d'Abans (1er título).
- Clasificadas para Copa de Europa de Campeonas 1986-87: Canoe N. C..
- Clasificadas para Copa Ronchetti 1986-87: Sabor d'Abans.
- Descendidas a Primera División B:  CB Las Banderas, BP Villalba (descensos deportivos), GE Iberia y Mecalux Hospitalet (renuncias a la categoría).
- Ascendidas de Primera División B:  Arjeriz Xuncas, Manresa-Font Vella, Kaixo Aurora y Samoa Bétera.